# Thumbs.db
 (septembre 2020).
Si vous disposez d'ouvrages ou d'articles de référence ou si vous connaissez des sites web de qualité traitant du thème abordé ici, merci de compléter l'article en donnant les références utiles à sa vérifiabilité et en les liant à la section « Notes et références ».
Thumbs.db est un fichier caché créé par l'Explorateur Windows du système d'exploitation Microsoft Windows NT à partir de sa version 5.1 (Windows XP).
Le nom de ce fichier est une abréviation de Thumbnails, mot anglais signifiant miniature ou vignette. L'extension « .db » est l'abréviation de database, c'est-à-dire base de données en anglais.
Ce fichier est utilisé par l'Explorateur Windows afin d'enregistrer une miniature des différents fichiers se trouvant dans le même répertoire que lui (le fichier Thumbs.db dans \images contiendra les miniatures des fichiers présents dans \images). La présence de ce fichier caché permet d'afficher plus rapidement les miniatures.
Thumbs.db n'est pas d'importance critique pour le système et peut être supprimé sans dommage mais sera recréé automatiquement. Il est toutefois possible d'empêcher sa recréation automatique en cochant la case « Panneau de configuration > Options des dossiers > Affichage > Toujours afficher des icônes, jamais des miniatures ». Cette option existe sous Windows XP comme « Ne pas mettre les miniatures en cache ».

## Fonctionnement par système d'exploitation
Jusqu'à Windows XP, le fichier est stocké dans chaque dossier.
À partir de Windows Vista, un cache global est utilisé, sauf dans le cadre de dossiers partagés par réseau. Ce cache est situé dans %localappdata%\Microsoft\Windows\Explorer

## Problèmes
Ce fichier, qui n'est pas visible dans l'explorateur Windows, peut révéler des informations personnelles à l'insu de l'utilisateur. Comme il crée des miniatures des images d'un dossier, il peut garder des traces de celles que l'utilisateur a effacées ou cachées. On peut l'utiliser pour prouver la présence de telles images. Il peut gêner la suppression d'un dossier ou son déplacement parce qu'il a les attributs caché et système et qu'il peut être en cours d'utilisation.
On peut utiliser une GPO pour empêcher la création de ce fichier.